# Краще подзвоніть Солу (2 сезон)
Другий сезон американського драматичного телесеріалу «Краще подзвоніть Солу», прем'єра якого відбулася 15 лютого 2016 року, а завершився він 18 квітня 2016 року. Сезон складався з десяти епізодів, і він транслювався у США щопонеділка на каналі AMC. Серіал є спінофом «Пуститися берега», і його авторами стали Вінс Ґілліґан і Пітер Ґулд, обидва з яких працювали над «Пуститися берега».
Дія цього сезону, як і першого, в основному розгортається в 2002 році, і Боб Оденкерк знову виконує роль Джиммі Мак-Ґілла, адвоката, який ворогує зі своїм братом Чаком (Майкл Маккін). Кім Векслер (Рей Сігорн) — колишня співробітниця поштового відділу «Гемлін, Гемлін і Мак-Ґілл» (HHM), а нині адвокат у HHM, і коханка Джиммі, яка зупиняє юридичну практику HHM, щоб розпочати сольну практику в офісі, який вона ділить із Джиммі. Джонатан Бенкс також знову виконує роль Майка Ермантраута, який залучений до ворожнечі з мексиканським наркокартелем після того, як інсценована суперечка з Туко Саламанкою (Реймонд Крус), за яку заплатив Начо Варґа (Майкл Мендо), відправляє Туко у в'язницю і привертає до Майка увагу Гектора Саламанка (Марк Марґоліс).
Другий сезон «Краще подзвоніть Солу» отримав похвалу від критиків, а також шість номінацій на 68-й церемонії премії «Еммі», включаючи за найкращий драматичний серіал.

## Виробництво

### Кастинг
Марк Марґоліс, Деніел і Луїс Монкада знову виконують ролі Гектора «Тіо» Саламанки та Леонеля та Марко Саламанки з «Пуститися берега». Вони є дядьком і двоюрідними братами Туко, відповідно, і високопоставленими членами мексиканського наркокартелю.
Весь основний акторський склад повернувся цього сезону: Боб Оденкерк у ролі Джиммі Мак-Ґілла, Джонатан Бенкс у ролі Майка Ермантраута, Рей Сігорн у ролі Кім Векслер, Патрік Фабіан у ролі Говарда Гемліна, Майкл Мендо у ролі Начо Варґа та Майкл Маккін у ролі Чака Мак-Ґілла.

### Зйомки
Виробництво другого сезону «Краще подзвоніть Солу» почалося в червні 2015 року, через два місяці після закінчення показу першого сезону. Дія «Краще подзвоніть Солу» розгортається в Альбукерці, Нью-Мексико, там же і знімають серіал, так само як і його попередник.
У першій сцені першого епізоду цього сезону, Джиммі/Сол використовує свій псевдонім Джин Такович під час роботи в Cinnabon в торговому центрі Омахи, Небраска. Дії сцени Cinnabon у «Краще подзвоніть Солу» розгортаються в Омасі, але вони були зняті в торговому центрі Cottonwood Mall в Альбукерці, Нью-Мексико.

## В ролях

### Основний склад
- Боб Оденкерк у ролі Джиммі Мак-Ґілла, адвоката, який ворогує зі своїм братом Чаком.
- Джонатан Бенкс у ролі Майка Ермантраута, який залучений до ворожнечі з мексиканським наркокартелем після суперечки з Туко Саламанкою, що привертає до нього увагу Гектора.
- Рей Сігорн у ролі Кім Уекслер, близького друга та коханки Джиммі, яка відкриває з ним юридичну фірму[6][7].
- Патрік Фабіан у ролі Говарда Гемліна, партнера Чака в «Гемлін, Гемлін і Мак-Ґілл» (HHM) та головного суперника Джиммі.
- Майкл Мендо в ролі Начо Варґа, члена наркокартеля Туко Саламанки, який таємно працює з Майком, щоб усунути Туко.
- Майкл Маккін у ролі Чака Мак-Ґілла, старшого брата Джиммі, партнера в «Гемлін, Гемлін і Мак-Ґілл», який нібито страждає на електромагнітну надчутливість.

### Другорядний склад
- Ед Беглі-мол. у ролі Кліффорда Мейна, співвласника «Davis & Main».
- Марк Марґоліс у ролі Гектора Саламанки, дядька Туко та лідера наркокартеля Саламанка.
- Керрі Кондон у ролі Стейсі Ермантраут, овдовілої невістки Майка і матері Кайлі Ермантраут.
- Марк Прокш у ролі Деніела «Прайса» Вормолда, дрібного наркоторгівця, який наймає Майка як охоронця.
- Омар Маскаті в ролі Омара, помічника Джиммі в «Davis & Main».
- Джессі Енніс у ролі Ерін Брілл, адвоката в «Davis & Main», якій наказано спостерігати за Джиммі.
- Брендон К. Гемптон у ролі Ернесто, помічника Чака, який працює на HHM.
- Вінсент Фуентес у ролі Артуро, злочинця, який працює на Гектора Саламанку.
- Рекс Лінн у ролі Кевіна Вочтелла, голови банку та трасту Mesa Verde Bank and Trust.
- Кара Піфко в ролі Пейдж Новік, старшого радника Mesa Verde Bank and Trust.
- Мануель Уріса у ролі Хіменеса Лекерди, водія вантажівки для Гектора Саламанки.
- Айлін Фогарті в ролі місіс Нуін, власниці манікюрного салону, у задній кімнаті якого знаходиться адвокатська контора Джиммі (і його будинок).
- Джош Фадем у ролі оператора, кіностудента, який допомагає Джиммі знімати різні проєкти.
- Хейлі Голмс у ролі актриси, кіностудентки, яка працює на Джиммі.

### Запрошені зірки
- Реймонд Крус у ролі Туко Саламанки, безжального, психованного розповсюджувача наркотиків у Південній Долині, який працює з Начо Варґа.
- Джим Бівер у ролі Лоусон, торговець зброєю.
- Кайл Борнгеймер у ролі Кена, зарозумілого біржового брокера, який раніше з'явився в епізоді «Пуститися берега» «Раковий хворий».
- Деніел і Луїс Монкада в ролях Леонеля та Марко Саламанка, кузенів Туко та племінників Гектора.
- Максиміно Арсіньєга в ролі Домінго «Крейзі-8» Моліни.
- Енн К'юсак у ролі Ребекки Буа, колишньої дружини Чака.
- Клеа Дюваль у ролі доктора Крус, лікаря, яка лікує Чака і підозрює, що його стан є психосоматичним.
- Брендан Фер у ролі Бауера, військового капітана.
- Джо ДеРоса у ролі доктора Кальдери, ветеринара, який служить зв'язковим Майка Ермантраута зі злочинним світом.
- Стоуні Вестморленд у ролі офіцера Сакстона, який раніше з'явився в епізоді «Пуститися берега» «Я. П. Т.».
- Дебріанна Мансіні в ролі Френ, офіціантки, яка раніше з'явилася в епізоді «Пуститися берега» «Мадригал».
- Дженніфер Гесті в ролі Стефані Досвелл, ріелтора, раніше з'явилася в епізоді «Пуститися берега» «Відкритий будинок».
- Хуан Карлос Канту в ролі Мануеля Варґа, батька Начо, який є власником та менеджером магазину м'яких меблів.

## Епізоди
Взявши першу літеру з назви кожного епізоду і переставивши їх, ми отримуємо FRINGSBACK (Фрінґ повернувся), передвіщаючи повторну появу персонажа Ґуса Фрінґа з «Пуститися берега».
| № загальний | № в сезоні | Назва                        | Режисер         | Сценарист                    | Показ у США     | Глядачі в США (млн) |
| --- | ---------- | ---------------------------- | --------------- | ---------------------------- | --------------- | ------------------- |
| 11 | 1          | «Вимикач» «Switch»           | Томас Шнауз     | Томас Шнауз                  | 15 лютого 2016  | 2,57                |
| Сезон починається з епізоду з сьогодення. В Омасі, штат Небраска, Джиммі під ім'ям Джин наприкінці робочого дня випадково виявляється замкненим у кімнаті зі сміттям. Він може скористатися аварійним виходом, але не наважується це зробити, оскільки не хоче привертати до себе увагу охорони та поліції. Коли йому вдається вийти, глядач бачить, що на стіні залишається подряпаний напис «SG was here» («Тут був СҐ» — Сол Ґудман). Історія повертається до 2002 року, коли Джиммі відхиляє пропозицію місця у «Davis & Main» та закриває свою практику. Кім намагається повернути Джиммі до роботи, але натомість він залучає Кім до афери з біржовим брокером, який замовляє їм дорогу випивку з їжею і сам же оплачує величезний рахунок. Під враженням Кім проводить ніч із Джиммі. Тим часом, Прайс вирішує обійтися без Майка, вважаючи, що йому більше не потрібен охоронець. Начо, користуючись відсутністю Майка, дізнається про адресу Прайса. Через деякий час будинок Прайса пограбований, і він викликає поліцію. Поліцейські із сумнівом ставляться до цієї події, а пізніше знаходять порожню схованку за диваном. Джиммі, розсудливо подумавши, вирішує прийняти пропозицію «Davis & Main» і влаштовується на роботу. |            |                              |                 |                              |                 |                     |
| 12 | 2          | «Йорзання» «Cobbler»         | Террі Макдоно   | Дженніфер Гатчінсон          | 22 лютого 2016  | 2,23                |
| Говард відвідує Чака та розповідає йому про те, що Джиммі влаштувався у «Davis & Main». Тим часом Прайс зустрічає Майка на в'їзді на стоянку перед поліцейською дільницею, збираючись на розмову з поліцейськими. Майк попереджає Прайса, що його підозрюють у наркоторгівлі і пропонує вирішити його проблему. Майк знаходить Начо і погрожує йому розкрити його справи перед Туко, якщо той не поверне Прайсу вкрадені бейсбольні картки. Крім того, Майк вимагає $10 000 за мовчання, але при цьому обіцяє, що замість Начо отримає «Гаммер» Прайса, який піде під розбирання на запчастини. Чак відвідує офіс HHM, беручи участь у розмові між HHM та DM за участю Джиммі. Після Джиммі отримує дзвінок від Майка, який пропонує йому «підробіток»: треба зняти підозри з Прайса. Джиммі на ходу вигадує для поліцейських неймовірну історію про те, що схованка в кімнаті Прайса використовується для зберігання делікатного відео, в яких Прайс сідає на пироги і при цьому плаче. Для доказу йому із Прайсом доводиться зняти таке відео. Коли він розповідає про все Кім, вона дорікає Джиммі в тому, що він сфальсифікував докази, і тим самим він міг сильно підставити себе. |            |                              |                 |                              |                 |                     |
| 13 | 3          | «Амаріло» «Amarillo»         | Скотт Вінант    | Джонатан Глатцер             | 29 лютого 2016  | 2,20                |
| Джиммі приїжджає в Амаріло, штат Техас, де підкуповує водія автобуса Sandpiper Crossing, який везе літніх клієнтів на обід. Поки водій автобуса нібито зазнає поломки, Джиммі «обробляє» людей похилого віку, нав'язуючи їм послуги юридичної фірми «Davis & Main», в якій з недавніх пір працює. На черговому спільному засіданні HHM та DM Джиммі ділиться своїми успіхами перед колегами: 21 новий клієнт із Амаріло. На засіданні також присутній Чак, який повідомляє про свої сумніви щодо законності методів Джиммі щодо залучення нових клієнтів. Джиммі заспокоює його та інших, повідомляючи, що все в рамках закону та професійної етики юристів. Після засідання Джиммі наздоганяє явно незадоволену його діями Кім, яка підозрює його у примусі клієнтів, а також повідомляє, що вона поручилася за нього перед партнерами «Davis & Main», а тому будь-які протизаконні дії не повинні мати місце. Робити нема чого, і Джиммі доводиться шукати нові методи залучення літніх клієнтів. Розсилка поштових відправлень не дає результатів, і Джиммі вирішує зняти рекламний відеоролик, який буде показано опівдні під час перегляду серіалу людьми похилого. Джиммі показує цей відеоролик Кім, і вона повідомляє йому, що дуже вражена його роботою. Джиммі без згоди Мейна Кліффорда та інших партнерів запускає відеоролик на телебачення. Незважаючи на те, що чудові результати виправдовують вкладення в рекламу і фірма DM отримує купу нових клієнтів, Кліффорд незадоволений вчинком Джиммі і повідомляє йому, що той мав попередньо порадитися з ним та партнерами. Тим часом Стейсі розмовляє з Майком і висловлює свою занепокоєння з приводу того, що другу ніч поспіль чує біля свого будинку постріли. Цієї ж ночі Майк без відома Стейсі спостерігає за її домом, проте не бачить і не чує нічого підозрілого. Пізніше він бачить автомобіль, що проїжджає, з вікон якого на прибудинкові території викидаються газети, видаючи шум, схожий на постріли. Наступного дня Стейсі дзвонить Майку і повідомляє, що знову чула постріли. Майк приїжджає, і Стейсі показує йому на отвір у стіні будинку. Стейсі вважає, що це отвір від кулі, і зі сльозами на очах намагається довести це Майку. Майк, знаючи, що нічого серйозного вночі не сталося, жаліє Стейсі і обіцяє перевезти їх з онукою в інший район. Пізніше Майк зустрічається із Начо, який пропонує йому роботу. |            |                              |                 |                              |                 |                     |
| 14 | 4          | «Без рукавичок» «Gloves Off» | Адам Бернштейн  | Гордон Сміт                  | 7 березня 2016  | 2,20                |
| Джиммі викликаний на серйозну розмову з начальством, під час якої намагається виправдати свою зайву ініціативність чудовими результатами із залучення клієнтів. Кліфф Мейн суворо картає Джиммі, але все-таки вирішує дати йому другий шанс. Тим часом, у HHM відбувається напружена розмова між Кім, Чаком та Говардом. Останній з'ясовує, що Кім знала про наміри Джимма, але нічого не сказала йому. Кім понижують на посаді, і тепер вона працює із документами. Джиммі приїжджає додому до Чака і свариться з ним: він на емоціях повідомляє Чаку, що якщо той хоче завершення його адвокатської кар'єри, то він отримає це, але натомість Кім має повернутися на свою посаду і працювати як раніше. Чак каже, що він так не говорив і відмовляється від пропозиції свого брата. Тим часом Майк обговорює з Начо роботу, яку той запропонував йому. Начо, побоюючись за своє життя, хоче, щоб Майк убив Туко. Майк повідомляє, що подумає над пропозицією Начо, але зрештою відмовляється, аргументуючи свою відмову тим, що смерть Туко не позбавить проблем, а принесе їх ще більше, адже вбивство Туко приверне увагу наркокартелів з усіма негативними обставинами. Однак він пропонує альтернативний варіант вирішення проблеми. Майк вирішує підставити Туко і викликає поліцію в той момент, коли він із Начо збирає гроші за наркотики в одному з кафе. Пізніше Майк сам вирушає до цього кафе, де ненароком провокує Туко, зачіпаючи його припаркований автомобіль, а потім відмовляється платити за ремонт. У цей момент чуються сирени поліцейських автомобілів, і Начо смикає Туко, повідомляючи, що настав час йти. Але пізно: Туко лютує, він забирає гаманець Майка і в пориві сильного гніву починає його бити. Начо ховається. У цей момент приїжджає поліція та заарештовує Туко на місці злочину. Побитий, Майк зустрічається з Начо і повідомляє, що Туко заарештований, і найімовірніше він отримає від 5 до 10 років в'язниці за пограбування, побиття та незаконне носіння зброї. Віддавши Майку гроші за роботу, Начо запитує його, чому він вирішив проблему саме так, а чи не інакше? Чому не вбив Туко і не отримав значно більшої суми грошей? Чому дозволив себе побити замість того, щоб прибрати Туко? Майк, нічого не відповівши, розвертається і йде. |            |                              |                 |                              |                 |                     |
| 15 | 5          | «Ребекка» «Rebecca»          | Джон Шибан      | Енн Черкіс                   | 14 березня 2016 | 1,99                |
| Флешбек: Джиммі приїжджає до Альбукерки і заходить у гості до Чака, де знайомиться з його дружиною, Ребеккою. Джиммі зачаровує її своєю харизмою, що ставить Чака в незручне становище. Дія переноситься в теперішній час, де Кім, як і раніше, працює в кімнаті з документами. До неї приходить Джиммі із пропозицією подати до суду на HHM. Кім відхиляє пропозицію Джиммі, повідомляючи, що не збирається руйнувати таким чином свою кар'єру, а також радить Джиммі займатися своїми справами. Протягом наступного дня слідами Джиммі весь час ходить його колега, Ерін. Вона каже, що просто хоче допомогти Джиммі якнайшвидше влитися в колектив і в робочу атмосферу «Davis & Main», проте Джиммі такі стислі умови роботи не до душі. Він підозрює, що Кліфф приставив Ерін до нього для звіту про кожен його крок і дію. Тим часом Кім намагається привести до HHM великих клієнтів. Зрештою, їй вдається це зробити, і HHM отримує нову солідну справу. Кім сподівається, що її успіхи зроблять Говарда більш поблажливим до неї, і він поверне її на стару посаду, проте той, як і раніше, відправляє її до кімнати з документами. Пізніше Чак рано-вранці випадково зустрічається з Кім в HHM і розповідає їй історію про те, як у молодості Джиммі таємно привласнив собі гроші від бізнесу їхнього батька, що в кінцевому підсумку призвело до краху бізнесу. Чак каже, що його брат «непоганий і має добре серце, але він такий, який є, а решті доводиться розгрібати наслідки». Наприкінці розмови Чак обіцяє Кім поговорити з Говардом про поновлення її на посаді. Тим часом Майка в кафе знаходить Гектор Саламанка, дядько Туко. Він приносить Майку вибачення від усієї родини і обіцяє особисто надерти Туко вуха, але йому не хотілося б, щоб його племінник сів у в'язницю на довгий термін, тому він пропонує Майку взяти $5000 і сказати поліції, що зброя, вилучена на місці злочину, належить йому, Майку, а не Туко. Гектор іде, попросивши Майка подумати над його пропозицією. |            |                              |                 |                              |                 |                     |
| 16 | 6          | «Балі Ґаї» «Bali Hai»        | Майкл Словіс    | Дженніфер Гатчінсон          | 21 березня 2016 | 2,11                |
| Джиммі тяжко звикає до нової роботи. У службовій квартирі, на м'якому та величезному ліжку він не може заснути. Тільки-но повернувшись у свою стару кімнатку за нігтьовим салоном, він засинає міцним сном. Кім завдяки Чаку повертають на посаду, проте Говард поводиться з нею холодно, доручаючи їй усю «чорну» роботу. Він посилає її одну на свідомо програшне судове засідання проти Schweikart & Cokely, конкурентів HHM, які є відповідачем у справі Sandpiper Crossing. Після судового засідання Кім йде, але її наздоганяє Рік Швайкерт, який був присутній на судових дебатах, один з головних партнерів і ключова фігура Schweikart & Cokely. Він повідомляє Кім, що вражений її захистом на засіданні, незважаючи на те, що воно було очевидно програшним для HHM. Рік запрошує Кім пообідати і пропонує їй влаштуватися до його фірми на найкращих умовах. Не знаючи, що робити, Кім іде до бару та випиває. Там вона зустрічає приватного інвестора, який пропонує їй випивку власним коштом. Швидко збагнувши, що можна повторити свою попередню пригоду з Джиммі, вона дзвонить йому. Той зривається з роботи, приїжджає в бар, і разом вони розводять інвестора на $10 000. Наступного ранку Кім каже Джиммі, що заздрить йому тому, що той завжди знає, чого він хоче, а також переживає, що саме через неї Джиммі пішов у «Davis & Main», коли той відмовився від кар'єри адвоката. Джиммі, щоб підтримати Кім, говорить їй про те, що в «Davis & Main» його абсолютно все влаштовує і він анітрохи не шкодує про те, що там працює. Тим часом Майк відмовляється від пропозиції Гектора Саламанка. Але люди Гектора починають переслідувати його, а одного разу Майк, граючи з онукою, зауважує братів-близнюків Леонеля та Марка Саламанка, які опосоредковано дають зрозуміти, що Кейлі та Стейсі загрожує небезпека, якщо Майк не погодиться на угоду Гектора. Майк вимушено погоджується, але піднімає свою ціну до $50 000. Пізніше Майк віддає половину цих грошей Начо, повідомляючи йому, що повертає ці гроші за роботу, з якою він зрештою не зміг впоратися. |            |                              |                 |                              |                 |                     |
| 17 | 7          | «Надутий» «Inflatable»       | Колін Баксі     | Гордон Сміт                  | 28 березня 2016 | 2,03                |
| Флешбек: початок 1970-х. Маленький Джиммі працює в магазині батька, коли заходить один відвідувач і починає розповідати батькові Джиммі жалісливу історію про те, що у його дитини трапилася епілепсія, ліків немає, а автомобіль зламався. Відвідувач просить дати йому $5. За цією сценою спостерігає Джиммі, підкликає батька і шепоче йому, що людина, що увійшла, — шахрай, і він хоче його надути. Проте батько не слухає Джиммі і віддає відвідувачу $10 замість $5, а сам віддаляється у підсобку. У цей момент відвідувач-шахрай дістає з кишені власні гроші і просить Джиммі продати йому два блоки цигарок. Потім він каже Джиммі, що в усьому світі є лише вовки та вівці, і Джиммі сам повинен вирішити, до кого він належить. Розчарований довірливістю батька, Джиммі починає підтягувати гроші з каси. Дія переноситься зараз, де Джиммі з Майком ідуть до окружного прокурора. Там Майк говорить про те, що зброя, знайдена на місці злочину, належить не Туко. Джиммі захищає Майка від провокаційних питань у його бік, і разом вони йдуть. Пізніше Джиммі приходить на роботу в «Davis & Main», де просить свого помічника скласти заяву про звільнення. Однак помічник підказує йому, що Джіммі не отримає премії від фірми. Пізніше Джиммі знаходить лазівку у своєму трудовому договорі, де сказано, що він залишиться з премією, якщо буде звільнений без жодної причини. Тоді Джиммі починає робити все, що в його силах, щоб дратувати нерви Кліффу та партнерам. Він купує квітчасті костюми і ходить у них на роботу, гадить у туалеті і зізнається в цьому, купує соковижималку та використовує її в офісі в робочий час, оббризкуючи колег, а також голосно і немелодійно грає у розпал робочого дня на волинці. Зрештою, Кліфф викликає його до свого кабінету і повідомляє йому, що той звільнений. Але план Джиммі спрацював: Кліфф звільняє його без причини, просто через те, що він «дурень», тому Джиммі вдається зберегти премію від фірми. Пізніше Джиммі приїжджає до HHM, де зустрічається з Кім і пропонує їй стати партнерами та працювати на себе, а не на когось. Джиммі навіть розробив дизайн логотипу на їхній спільній візитівці, але Кім повідомляє, що готова стати партнерами тільки в тому випадку, якщо Джиммі буде чесним та серйозним юристом, а не «кольоровим» хлопцем, який несерйозно ставиться до роботи і робить все по-своєму. Джиммі відповідає, що не може грати інших ролей і хоче бути самим собою, тобто «кольоровим». Кім чемно відхиляє пропозицію Джиммі і віддаляється, а Джиммі повертається до свого старого офісу за нігтьовим салоном. Тим часом Майк дивиться разом із Стейсі новий будинок, який обіцяє купити, незважаючи на його високу вартість. Паралельно він починає стеження за рестораном Гектора Саламанка. Пізніше Кім приходить до Джиммі і повідомляє йому, що готова піти на партнерство, але це не буде партнерством у прямому розумінні. Вона пропонує разом орендувати один офіс, в якому будуть її юридична фірма і фірма Джиммі. Таким чином, Кім пропонує, щоб кожен працював сам на себе, але під одним дахом, щоб ділитися одне з одним новинами, порадами, а також надавати взаємну підтримку у разі потреби. Джиммі вагається… |            |                              |                 |                              |                 |                     |
| 18 | 8          | «Фіфі» «Fifi»                | Лариса Кондракі | Томас Шнауз                  | 4 квітня 2016   | 1,93                |
| Джиммі приймає пропозицію Кім, і остання вирушає до HHM, щоб повідомити Говарду про свій вихід. Відразу після виходу Кім між нею та HHM починається боротьба за великих клієнтів Mesa Verde Bank. Кім здобуває перемогу і отримує Mesa Verde як своїх перших клієнтів у приватній практиці. Пізніше вона зустрічається з Джиммі та повідомляє йому радісну новину. Джиммі показує їй приміщення, знайдене ним для майбутнього спільного офісу, — колишню стоматологічну клініку. Кім погоджується. У цей час Говард відвідує Чака і повідомляє йому про втрату клієнтів із Mesa Verde, а також про звільнення Кім, яка тепер працює разом із Джиммі. Чак у серцях називає Джиммі «ляльководом» і вирішує їхати разом із Говардом на зустріч із клієнтами з Mesa Verde. Говард відмовляє його, натякаючи, що якщо Чак приїде разом з ним до HHM, то буде потрібна стандартна процедура відключення електроенергії, збору стільникових телефонів і т. д., що може відштовхнути клієнтів з Mesa Verde, які вважають їх трохи божевільними. Але Чак налаштований рішуче і повідомляє, що він іде на виправлення, і немає жодної необхідності в ізолюванні його від електромагнітного впливу. На зустрічі Чаку вдається переманити великих клієнтів назад у HHM, проте після розмови йому стає погано, і його везуть додому. Тим часом Джиммі приїжджає на одну з повітряних баз США для того, щоб зробити промокадри зі старим-ветераном в інвалідному візку на тлі бомбардувальника B-29 «Fifi». Насправді, щоб провернути все це, Джиммі як іде на хитрощі: старий в інвалідному візку насправді не людина з інвалідністю і вже тим більше ніякий не ветеран, а один із минулих клієнтів Джиммі, якого він колись захищав від звинувачення в публічній мастурбації. Тим часом Кім отримує погані звістки про клієнтів. Вона переживає і починає сумніватися, чи варто укладати договір оренди офісу, адже оренда недешева, а першого великого клієнта вже втрачено. Джиммі заспокоює її, повідомляючи, що Кім матиме ще безліч таких клієнтів. Пізніше Джиммі отримує звістки про стан Чака, що погіршується, і приїжджає до нього додому. Поки Чак спить, Джиммі знаходить у його кімнаті документи Mesa Verde і здійснює махінацію з ними, змінюючи місцями цифри в юридичній адресі банку на всіх паперах. А Майк тим часом продовжує спостереження за рестораном Гектора Саламанка. Він відстежує шлях, який проходить Гектор від ресторану до свого гаража на околиці міста. Після того Майк повертається додому і починає виготовляти саморобну смугу з шипами. |            |                              |                 |                              |                 |                     |
| 19 | 9          | «Піймані» «Nailed»           | Пітер Ґулд      | Пітер Ґулд                   | 11 квітня 2016  | 2,06                |
| Майк провертає пограбування однієї з вантажівок Гектора Саламанка, використовуючи саморобну смугу із шипами. Надівши балаклаву, він приставляє пістолет до скроні водія, а потім зв'язує його, заклеївши скотчем рот і очі. Після того Майк прорізає покришки вантажівки і в одній з них знаходить $250 000, які забирає собі. Пізніше Майк зустрічається з Начо, який підозрює його в пограбуванні. Майк визнає, що пограбування — справа його рук, а також те, що намагався цим пограбуванням нацькувати поліцію на Гектора Саламанка. Начо повідомляє, що поліція нічого не знає, оскільки випадковий свідок («добрий самаритянин») виявив пов'язаного біля дороги водія та звільнив його. Водій викликав допомогу, вантажівку прибрали з дороги, а разом із нею прибрали і самаритянина: за словами Начо, Гектор вистрілив у обличчя. Занепокоєний таким результатом, Майк йде. Тим часом на засіданні Банківської ради штату Нью-Мексико виявляється, що в документах, поданих Чаком, вказана адреса не збігається з фактичною адресою банківської філії. Помилка в документах призводить до того, що наступне засідання відкладається щонайменше на шість тижнів, що категорично не влаштовує клієнтів з Mesa Verde. Чак розуміє, що до підробки документів причетний Джиммі. А тим часом незадоволені ситуацією, що склалася, клієнти з Mesa Verde відмовляються від послуг HHM і знову наймають Кім. Разом з Джиммі Кім приїжджає до будинку Чака, щоб забрати всі необхідні документи Mesa Verde. Джиммі виявляє, що в будинку поміняно всі замки, і просить Чака пояснити, що відбувається. У відповідь Чак звинувачує Джиммі у саботажі та у підробці документів. Кім встає на захист Джиммі, повідомляючи, що Чак не має жодного доказу того, що Джиммі причетний до фальсифікації, а також дорікає Чаку в тому, що саме він зробив Джиммі таким, яким він є зараз, адже Чак ніколи в нього не вірив і не хотів, щоб його брат досяг успіху. Тим не менш, Кім розуміє, що саме Джиммі замішаний у всьому. Сідаючи в машину, вона кілька разів ударяє його, а пізніше ввечері каже, що Джиммі має подбати про те, щоб усі сліди були заметені. Джиммі відразу зривається і їде до цілодобового копіювального центру, де він підробив документи. Там він знаходить співробітника, який бачив його тієї ночі, і дає йому кілька сотень доларів за мовчання та видалення всіх відеозаписів з камери відеоспостереження. Пізніше до копіювального центру приїжджає Чак. Він починає допитувати співробітника, але той уперто мовчить. У цей час від великої кількості електрики навколо Чаку стає погано, і він непритомніє, ударяючись головою об прилавок. За всім цим з іншого боку вулиці таємно спостерігає Джиммі, який не може нічого зробити… |            |                              |                 |                              |                 |                     |
| 20 | 10         | «Клац» «Klick»               | Вінс Ґілліґан   | Гезер Меріон и Вінс Ґілліґан | 18 квітня 2016  | 2,26                |
| У флешбеку Чак і Джиммі сидять біля ліжка хворої матері. Джиммі йде, щоб купити їжу, і в цей час мати вмирає. Перед смертю вона кличе Джиммі, ігноруючи присутність Чака. Коли Джиммі повертається і не знаходить матір у палаті, він запитує Чака, чи сказала вона щось перед смертю. Чак каже, що ні. В теперішній час (2002) Джиммі вбігає в копіювальну і кричить клерку, щоб він дзвонив у швидку. Вже в лікарні Чак звинувачує Джиммі, що він примчав так швидко тому, що нікуди не йшов, і підкупив клерка, щоб він мовчав. Але Ернесто каже, що зателефонував Джиммі ще до приїзду до копіювальної контори. Тим часом Майк купує снайперську гвинтівку та амуніцію, збираючись вбити Гектора Саламанку. Він займає позицію на гірці над будиночком, де перебувають бандити, але не може зробити постріл, бо Начо постійно закриває Гектора. Раптом Майк чує сигнал свого автомобіля; повернувшись до своєї машини, він знаходить лише записку «Не роби цього». У лікарні Чака направляють на МРТ проти його волі. Лікар повідомляє Джиммі, що в цілому Чак здоровий, але впав у тимчасову кому в результаті сканування. Джиммі залишається біля ліжка Чака, чекаючи, поки він отямиться. Коли той нарешті прокидається, Джиммі відвозить його додому. Пізніше Говард дзвонить Джиммі і каже, що Чак вирішив залишити HHM. Примчавши до Чака, Джиммі бачить, що той робить із своєї вітальні клітку Фарадея для захисту від випромінювань. Причиною тому стало те, що Чак повірив у свою помилку з номером будинку на документах Меса Верде. Щоб повернути свого брата до роботи, Джиммі пояснює, що це справді він все підлаштував. Коли Джиммі йде, ми бачимо, що Чак записав розмову на диктофон. |            |                              |                 |                              |                 |                     |

## Talking Saul
«Talking Saul» — афтер-шоу Кріса Гардвіка, в якому гості обговорюють епізоди «Краще подзвоніть Солу». Ці епізоди обговорюють прем'єрний та фінальний епізоди другого сезону «Краще подзвоніть Солу».
| № серії (загалом) | № серії (в сезоні) | Обговорюваний епізод | Гості                                                | Оригінальна дата показу | Глядачів в США (млн) |
| ----------------- | ------------------ | -------------------- | ---------------------------------------------------- | ----------------------- | -------------------- |
| 1                 | 1                  | «Вимикач»            | Вінс Ґілліґан, Пітер Ґулд, Боб Оденкерк і Рей Сігорн | 15 лютого 2016          | 0,744                |
| 2                 | 2                  | «Клац»               | Джонатан Бенкс, Вінс Ґілліґан і Пітер Ґулд           | 18 квітня 2016          | 0,641                |

## Реакція

### Реакція критиків
Другий сезон «Краще подзвоніть Солу», як і попередній, отримав похвалу від критиків. На сайті Rotten Tomatoes у другого сезону рейтинг 97 % на основі 31 відгуку, із середнім рейтингом 8,7/10. Критичний консенсус сайту говорить: «„Краще подзвоніть Солу“ продовжує посилювати свою владу над глядачами за допомогою серії епізодів, які впорскують хвилю драматичної енергії, демонструючи чарівність свого талановитого головного героя». На сайті Metacritic другий сезон має рейтинг 85 зі 100, на основі 18 відгуків, що вказує на «загальне визнання».

### Нагороди
| Церемонія                                            | Категорія                                                                  | Номінанти                                                                                     | Результат |
| ---------------------------------------------------- | -------------------------------------------------------------------------- | --------------------------------------------------------------------------------------------- | --------- |
| 31-а церемонія премії TCA                            | Видатні досягнення у драмі                                                 | «Краще подзвоніть Солу»                                                                       | Номінація |
| 31-а церемонія премії TCA                            | Індивідуальні досягнення в драмі                                           | Боб Оденкерк                                                                                  | Номінація |
| 68-а церемонія премії «Еммі»                         | Найкращий драматичний серіал                                               | «Краще подзвоніть Солу»                                                                       | Номінація |
| 68-а церемонія премії «Еммі»                         | Найкраща чоловіча роль у драматичному телесеріалі                          | Боб Оденкерк                                                                                  | Номінація |
| 68-а церемонія премії «Еммі»                         | Найкращий актор другого плану в драматичному телесеріалі                   | Джонатан Бенкс                                                                                | Номінація |
| 68-а церемонія творчої премії «Еммі»                 | Найкращий монтаж однокамерного драматичного серіала                        | Келлі Діксон («Ребекка»)                                                                      | Номінація |
| 68-а церемонія творчої премії «Еммі»                 | Найкращий монтаж однокамерного драматичного серіала                        | Келлі Діксон и Кріс Маккалеб («Піймані»)                                                      | Номінація |
| 68-а церемонія творчої премії «Еммі»                 | Найкращий звук в комедійному або драматичному серіалі                      | Філіп В. Палмер, Ларрц Бенджамцн, Кевцн Валентайн («Клац»)                                    | Номінація |
| 68-а церемонія творчої премії «Еммі»                 | Найкращі візуальні ефекти на другому плані                                 | За епізод «Фіфі»                                                                              | Номінація |
| 7-а церемонія премії телевізійних критиків           | Найкращий драматичний серіал                                               | «Краще подзвоніть Солу»                                                                       | Номінація |
| 7-а церемонія премії телевізійних критиків           | Найкраща чоловіча роль у драматичному телесеріалі                          | Боб Оденкерк                                                                                  | Перемога  |
| 7-а церемонія премії телевізійних критиків           | Найкраща чоловіча роль другого плану у драматичному телесеріалі            | Майкл Маккін                                                                                  | Номінація |
| Премія Американського інституту кіномистецтва (2016) | Телепрограма року                                                          | «Краще подзвоніть Солу»                                                                       | Перемога  |
| 74-а церемонія премії «Золотий глобус»               | Найкраща чоловіча роль у драматичному телесеріалі                          | Боб Оденкерк                                                                                  | Номінація |
| 21-а церемонія премії «Супутник»                     | Найкращий драматичний серіал                                               | «Краще подзвоніть Солу»                                                                       | Номінація |
| 21-а церемонія премії «Супутник»                     | Найкраща чоловіча роль у драматичному телесеріалі                          | Боб Оденкерк                                                                                  | Номінація |
| 21-а церемонія премії «Супутник»                     | Найкраща чоловіча роль другого плану в серіалі, мінісеріалі або телефільмі | Джонатан Бенкс                                                                                | Номінація |
| 21-а церемонія премії «Супутник»                     | Найкраща жіноча роль другого плану у серіалі, мінісеріалі чи телефільмі    | Рей Сігорн                                                                                    | Перемога  |
| 53-я церемонія премії Спілки кінозвука               | Видатні досягнення у звуці для телебачення — одна година                   | Філіп В. Палмер, Ларрі Бенджамін, Кевін Валентайн, Метт Говланд і Девід Майкл Торрес («Клац») | Номінація |
| 69-а церемонія премії Гільдії сценаристів США        | Драматичний серіал                                                         | «Краще подзвоніть Солу»                                                                       | Номінація |
| 69-а церемонія премії Гільдії сценаристів США        | Епізод драматичного серіалу                                                | Гордон Сміт («Без рукавичок»)                                                                 | Номінація |
| 69-а церемонія премії Гільдії сценаристів США        | Епізод драматичного серіалу                                                | Гезер Меріон и Вінс Ґілліґан («Клац»)                                                         | Номінація |
| 69-а церемонія премії Гільдії сценаристів США        | Епізод драматичного серіалу                                                | Томас Шнауз («Вимикач»)                                                                       | Номінація |